# 福斯杜索萨
福斯杜索萨是葡萄牙波尔图区的一个堂区。总面积22.54平方公里，总人口6405人，人口密度284.2人/平方公里。